# Принс, Ко
Якобюс Теодорус (Ко) Принс (нидерл. Jacobus Theodorus (Co) Prins; 5 июня 1938, Амстердам — 26 сентября 1987, Антверпен, Фламандский регион) — нидерландский футболист и актёр.

## Биография
Ко Принс родился 5 июня 1938 года в Амстердаме. Футболом Принс начал заниматься в юношеской команде ОВВО из Амстердама. В 1959 году Ко перешёл в амстердамский «Аякс». В Высшем дивизионе Нидерландов Принс дебютировал 23 августа в домашнем матче против клуба НАК, завершившемся крупной победой «Аякса» со счётом 3:0, все три мяча были на счету Хенка Грота. 1 ноября в игре против клуба ВВВ, Ко отметился дублем, для него эти два мяча стали дебютными голами в чемпионате, «Аякс» в том матче одержал победу со счётом 5:2. В дебютном сезоне Принс забил восемь голов в 34 матчах, а также стал чемпионом Нидерландов.
В составе «Аякса» Ко провёл ещё три сезона, а затем отправился в Германию выступать за «Кайзерслаутерн», Принс стал одним из немногих иностранных футболистов выступающих в Чемпионате Германии. Отыграв несколько сезонов за «Кайзерслаутерн» Ко вернулся обратно в «Аякс», но после окончания сезона 1966/1967 он покинул команду, за всё время проведённое в клубе, Принс сыграл в чемпионате за «Аякс» 153 матча и забил 41 гол.
В 1967 году Принс отправился в США выступать в Национальной Профессиональной Футбольной Лиги за новый клуб «Питтсбург Фантомс», чьим главным тренером являлся бывший тренер «Аякса», австриец Йозеф Грубер. В команде также появились и другие нидерландские футболисты, Тео Лазеромс, Пит де Грот, а также бывший вратарь «Аякса», Бертус Хогерман. За «Питтсбург Фантомс» Принс забил восемь мячей в 21 матче, но его команда выступила неудачно, заняв последнее место с своём дивизионе. Позже, Ко выступал ещё за одну американскую команду, за «Нью-Йорк Дженералз». В 1968 году Принс вернулся в Нидерланды, выступал за команды МВВ, «Витесс» и «Хелмонд Спорт», в котором и завершил игровую карьеру.
По окончании карьеры игрока, Ко Принс стал тренером. Он тренировал бельгийские клубы «Рита Берлар», «Турнхоут» и «Бум».
Как актёр, Принс сыграл роль нидерландского футболиста по имени Питер ван Бек, в фильме «Бегство к победе» в 1981 году.
Он умер от сердечного приступа, во время футбольного матча 26 сентября 1987 года.

## Статистика

### Матчи Принса за сборную Нидерландов
| Матчи Принса за сборную Нидерландов | Матчи Принса за сборную Нидерландов | Матчи Принса за сборную Нидерландов | Матчи Принса за сборную Нидерландов | Матчи Принса за сборную Нидерландов | Матчи Принса за сборную Нидерландов |
| ----------------------------------- | ----------------------------------- | ----------------------------------- | ----------------------------------- | ----------------------------------- | ----------------------------------- |
| №                                   | Дата                                | Соперник                            | Счёт                                | Голы Принса                         | Соревнование                        |
| 1                                   | 30 октября 1960                     | Чехословакия                        | 0:4                                 | —                                   | Товарищеский матч                   |
| 2                                   | 1 апреля 1962                       | Бельгия                             | 1:3                                 | —                                   | Товарищеский матч                   |
| 3                                   | 9 мая 1962                          | Северная Ирландия                   | 4:0                                 | —                                   | Товарищеский матч                   |
| 4                                   | 16 мая 1962                         | Норвегия                            | 1:2                                 | —                                   | Товарищеский матч                   |
| 5                                   | 5 сентября 1962                     | Нидерландские Антильские острова    | 8:0                                 | 2                                   | Товарищеский матч                   |
| 6                                   | 26 сентября 1962                    | Дания                               | 1:4                                 | 1                                   | Товарищеский матч                   |
| 7                                   | 14 октября 1962                     | Бельгия                             | 0:2                                 | —                                   | Товарищеский матч                   |
| 8                                   | 11 ноября 1962                      | Швейцария                           | 3:1                                 | —                                   | Чемпионат Европы 1964 (отбор)       |
| 9                                   | 7 апреля 1965                       | Северная Ирландия                   | 0:0                                 | —                                   | Чемпионат мира 1966 (отбор)         |
| 10                                  | 17 октября 1965                     | Швейцария                           | 0:0                                 | —                                   | Чемпионат мира 1966 (отбор)         |

Итого: 10 матчей / 3 гола; 3 победы, 2 ничьи, 5 поражений.

## Достижения
- Чемпион Нидерландов: 1960, 1966
- Обладатель кубка Нидерландов: 1961